# Andrea Eife
Andrea Eife, född 12 april 1956 i Leipzig, är en före detta östtysk simmare.
Vid junior-EM 1969 i Wien tog Eife brons på 800 meter frisim.
Eife blev olympisk silvermedaljör på 4 x 100 meter frisim vid sommarspelen 1972 i München.